# Contrat local de sécurité
Pour les articles homonymes, voir CLS.
Un contrat local de sécurité (en abrégé CLS) est un contrat français établi par l'ensemble des acteurs concernés dans les champs de la prévention et de la sécurité sur un territoire déterminé. Les contrats locaux de sécurité s'intègrent dans la définition de l'action publique territoriale en matière de sécurité et de prévention de la délinquance et a pu accompagner le développement de la police de proximité.
Ces contrats ont été mis en place par la circulaire du 28 octobre 1997. Ils participent à la politique de sécurité intérieure mise en place par le gouvernement et constituent donc dans ce domaine la nouvelle pierre angulaire de la contractualisation en matière de sécurité intérieure à l'échelon local.
En cela, la politique mise en place intègre un ensemble d'acteurs dont l'objectif étant de regrouper leurs efforts afin de lutter contre la délinquance par l'élaboration d'actions.
Un contrat local de sécurité répond dès lors à différentes interrogations :
- la définition d'un territoire cohérent en matière d'action publique à l'échelon local (commune ou regroupement de communes),
- la mise en place d'un diagnostic local de sécurité permettant de situer l'état des lieux en matière de prévention, de dissuasion, de sanction et de réparation,
- la définition des acteurs concernés par les problématiques soulevées dans le cadre du diagnostic local de sécurité,
- la mise en place d'une action publique concertée et menée en matière d'objectifs et de moyens mis en œuvre pour y parvenir.

Dans le cadre des politiques issues de la contractualisation les contrats locaux de sécurité sont définis sur des périodes déterminées et soumis à l'évaluation avant leur reconduction (ou redéfinition) éventuelle.
Les contrats locaux de sécurité se sont étoffés en 2002 d'une instance stratégique visant à diriger l'action publique locale en matière de sécurité : les conseils locaux (ou intercommunaux) de sécurité et de prévention de la délinquance (CLSPD et CISPD). Ces derniers succèdent aux conseils communaux de prévention de la délinquance (CCPD).